# Bandundu
Bandundu (dawniej: Banningville) – miasto w zachodniej Demokratycznej Republice Konga, około 400 km na północny wschód od Kinszasy, ok. 117,1 tys. mieszkańców (stan z 2004). W latach 1966–2005 miasto było stolicą prowincji Bandundu, po zmianie konstytucji w 2006 i wprowadzeniu z trzyletnim okresem vacatio legis nowego podziału terytorialnego kraju, Bandundu znalazło się na terytorium prowincji Mai-Ndombe.

## Współpraca
Miejscowość partnerska:
- Attert, Belgia